# ジアゼパム

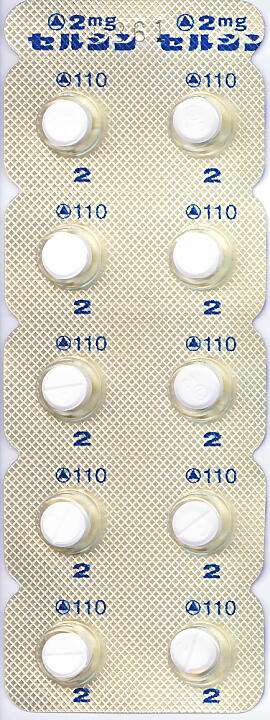
セルシン

ジアゼパム（英語: Diazepam）は、主に抗不安薬、抗痙攣薬、催眠鎮静薬として用いられる、ベンゾジアゼピン系の化合物である。筋弛緩作用もある。アルコールの離脱や、ベンゾジアゼピン離脱症候群の管理にも用いられる。ジアゼパムは、広く用いられる標準的なベンゾジアゼピン系の一つで、世界保健機関（WHO）による必須医薬品の一覧に加えられている。また広く乱用される薬物であり、1971年の国際条約である向精神薬に関する条約のスケジュールIVに指定されている。日本では処方箋医薬品の扱いであり、「ジアゼパム錠」という名称で処方されている。処方・入手は医師の処方箋に限られる。
ジアゼパムは癲癇や興奮の治療に用いられる。また、有痛性筋痙攣（いわゆる“腓返り(こむら返り）”）などの筋痙攣の治療にはベンゾジアゼピン類の中で最も有用であるとされている。鎮静作用を生かし手術などの前投薬にも用いられる。アルコールやドラッグによる離脱症状の治療にも用いられる。
ジアゼパムによる有害事象としては、前向性健忘（特に高用量で）と鎮静、同時に、激昂や癲癇患者における発作の悪化といった奇異反応が挙げられる。またベンゾジアゼピン系はうつ病の原因となったり悪化させることがある。ジアゼパムも含め、ベンゾジアゼピンの長期的影響として耐性の形成、ベンゾジアゼピン依存症、減薬時のベンゾジアゼピン離脱症状がある。ベンゾジアゼピンの中止後の認知的な損失症状は、少なくとも6か月間持続する可能性があり、いくつかの損失症状の回復には、6か月以上必要な可能性があることが示されている。ジアゼパムには身体的依存の可能性があり、長期間にわたって使用すれば身体的依存による重篤な問題の原因となる。処方の慣行を改善するために各国政府に対して、緊急な行動が推奨されている。
化学的には、1,4-ベンゾジアゼピン誘導体で、1950年代にレオ・スターンバックによって合成された。1960年代に広く用いられることとなった。日本での代替医薬品でない商品には、武田薬品工業のセルシンやアステラス製薬のホリゾンがあり、他に各種の後発医薬品が利用可能である。アメリカ合衆国での商品名としてValium、Seduxenなどがある。

## 適応
ジアゼパムは以下のように、非常に広範な適応を持つ。
- 不安、パニック発作、興奮状態の治療（短期かつ初期段階）[14]
- 重度の不眠症の短期的治療[15]
- 手術前・手術後の鎮静[16]
- 破傷風（他の積極的な治療と併用する）[17]
- 疼痛を伴う筋疾患の補助療法[18][19]
- 脳卒中、多発性硬化症、脊髄損傷などを原因とする痙性麻痺（片麻痺、四肢麻痺）の補助療法（長期療法としてリハビリテーションと併用される）[16]
- 双極性障害の躁状態の初期管理（短期間に限る。リチウム、バルプロ酸などの第一選択薬と併用される）[11]
- 幻覚薬、および中枢神経興奮薬の過量摂取に対する補助療法[10]
- アルコール、ベンゾジアゼピン、ならびに麻薬の離脱症状の緩和（医師による注意深い監視を要する）[9]
- 神経遮断薬（抗精神病薬）の、早期の錐体外路性副作用に対する補助療法

数週間を越える服用後は、徐々に離脱することなく、急にジアゼパムを中止してはならない。

### 発作・痙攣
- てんかん重積状態の治療、ならびにそれ以外のてんかんの補助療法[7]
- 熱性痙攣 — 効果発現には数分かかる。効果がなければ小児科専門医への紹介が必要となる[20]。
- 熱性痙攣の発症予防 — 複数回の熱性痙攣の既往がある小児、熱性痙攣はまだ1回しか起こしていないが家族歴濃厚なため反復の可能性が高い小児、てんかん患者のうち発熱に伴い痙攣のコントロールが不良になる患者などで適応がある[20]。
- 痙攣発作重積状態 — 30分以内に停止させること。注射剤、痙攣が制御されるまで、ないし総量20mgまで（英語版ではもう少し総量を上に見ている。資料にもよる）。1、2分で効果が発現する。効果がなければフェニトイン（アレビアチン）などを追加する。正確には、ジアゼパムで稼いだ時間に次の治療法を考える形になる。

### その他
獣医学的な用途にも用いられ、犬猫の短期間作用型鎮静・抗不安薬として有用である。犬猫の術前鎮静薬や、鎮静が許容できる場合での抗痙攣薬（短期・長期治療いずれも）としても使用される。例として、猫の痙攣発作重積状態を止めるためには、5mgの注腸、ないし緩徐な静注（必要により再投与）が用いられることがある。

## 禁忌
ジアゼパムの禁忌には以下のようなものがある。

### 絶対禁忌
- 重症筋無力症
- 急性閉塞隅角緑内障
- リトナビルとの併用
- ベンゾジアゼピン類への過敏症、アレルギー

### 慎重投与
- 小児、および青年期（18歳未満） — 処方は、痙攣の治療、および周術期の鎮静を除いては通常指示されない。この世代への臨床投与データは不足している。（従って、不安、不眠などについては）精神療法を第一選択とすることが多い。
- アルコール乱用、および依存の既往を持つ患者：使用（処方）する場合、注意深くこれらの患者を観察する必要がある。
- 低血圧、およびショック状態の患者への経静脈投与
- 心障害、腎障害、肝障害
- 認知症のBPSD[22]

世界保健機関によれば、自殺企図や物質依存の既往がある場合にはこれらのリスクを増加しないか慎重に投与する必要があり、ベンゾジアゼピン系の処方は30日以内にすることが合理的である。よく知らない外来患者にベンゾジアゼピンを処方することは避ける。

### 妊娠
アメリカ食品医薬品局（FDA）による胎児危険度分類では、ジアゼパムはDに分類される。これは、胎児に対する明確なリスクがあることを意味する。ただし、注意が必要であるが、これはあくまでもリスクであり絶対禁忌ではない（この分類では、カテゴリー「X」が絶対禁忌である）。リスクとベネフィットを見比べての選択となる。

## 有害事象
ジアゼパムを含めて、ベンゾジアゼピン系の有害事象には、前向性健忘と混乱（特に高用量において）と鎮静がある。長期間のベンゾジアゼピン系の使用は、耐性やベンゾジアゼピン依存症、ベンゾジアゼピン離脱症候群に結び付いている。他のベンゾジアゼピン系のように、ジアゼパムは新しい情報の短期記憶および学習を損なう。ベンゾジアゼピンは前向性健忘症を引き起こす可能性があるが、逆行性健忘は発生しない。すなわちベンゾジアゼピン服用以前に学習した情報は失われない。ベンゾジアゼピンの認知障害については長期使用による耐性は形成されない。高齢者はベンゾジアゼピンによる認知を損なう作用に対して過敏である。ベンゾジアゼピン停止後の認知障害は少なくとも6か月続き、この障害が6か月後に軽減するか永久的かどうかは不明である。またベンゾジアゼピンはうつ病を悪化させる。
発作を管理するときなど、ジアゼパムの静脈内注射や輸液を繰り返すと、呼吸抑制・鎮静・低血圧などの薬物毒性に繋がることがある。ジアゼパムを24時間以上点滴されたならば、耐性が形成される。鎮静・ベンゾジアゼピン依存症・乱用の可能性のため、ベンゾジアゼピンの使用は限定される。
ジアゼパムには、（他のベンゾジアゼピンと共通の）様々な副作用が存在する。特に頻繁なものは以下である。
- 傾眠傾向
- 抑うつ[26]、吐き気
- 運動機能・協調運動障害
- （動揺性）めまい
- 神経過敏
- 順行性健忘（特に、高用量を服用した時）

ジアゼパムの通常予想される作用と反対の反応、つまり、易興奮性、筋痙攣、そして（極端な場合）憤激や暴力が起きる可能性がある。これは「奇異反応」と呼ばれる。こうした反応があった場合、ただちにジアゼパムを中止しなければならない。こうした効果から、身体における耐性と精神的な依存が引き起こされうる。
長期間の投与例の30%以下には、「低用量依存」として知られるある種の薬物依存状態が引き起こされる。こうした患者はジアゼパムによって生じる「良い気分」を感じるために、用量を増加させることは必要としない。こうした患者の場合、離脱は困難を伴い、徐々に漸減する計画によってのみ離脱が達成されうる。
外来患者にジアゼパムを処方する場合、機械操作・車両の運転に支障をきたす可能性に常に留意する必要がある。こうした障害は、アルコール摂取によって悪化する。どちらの薬物も中枢神経系を抑制するからである。治療の経過中に、通常は鎮静効果への耐性が出現する。
まれに、白血球減少症、あるいは胆汁鬱滞性肝障害といった副作用が観察されることがある。
睡眠時無呼吸症候群を有する患者には、呼吸抑制作用によって呼吸停止と死を招く可能性がある。

### 耐性と依存性
ジアゼパムは他のベンゾジアゼピンと同様に、薬物耐性、身体依存、依存症といった要因により、ベンゾジアゼピン離脱症候群が発生する可能性がある。離脱症状は、バルビツール酸系やアルコールによって起きるものに似ている。大量また長期間の投与は不快な離脱症候を発生させるリスクを高める。離脱症候は通常量や短時間の投与でも発生し、不眠や不安、より重篤な場合には、発作や精神病などに渡る症状となる。時に、離脱症候は既存の病状に似ているため誤診されることがある。ジアゼパムはその長い半減期のため強烈な離脱症候をもたらす。ベンゾジアゼピンによる治療は可能な限り短期間に止め、徐々に中断しなければならない。
治療によって耐性が形成される。例えば抗痙攣作用に対して耐性が形成されるため、一般的にベンゾジアゼピンはてんかんの長期的な管理には推奨されていない。「投与量の増加によって耐性（分量耐性）を乗り越えても、さらなる耐性が形成され副作用が増加する。」このベンゾジアゼピンの耐性形成の機序は、受容体部位の脱共役、遺伝子発現の変化、受容体部位の下方制御、GABA作用受容体部位の脱感作などが含まれる。約4週間以上にわたりベンゾジアゼピンを服用した人の約3分の1に依存が形成され、中止時に離脱症候が起きる。離脱症状の発生率の違いは、患者の状況によって異なる。たとえば長期的なベンゾジアゼピン服用者のランダムなサンプルにおいて、約50%では離脱症状が少ないか全くなく、残りの50%に離脱症状を認めることができる。選択的な患者集団では、ほぼ100%に近い割合で離脱症状を認める。反跳性不安や原症状よりもさらに重度の不安が、ジアゼパムやベンゾジアゼピンに共通の離脱症状である。ジアゼパムは、低容量で徐々に減量しても重篤な離脱症状の危険性があるため、可能な限りの低容量で、短期間の治療が推奨される。ジアゼパムを6週間以上投与すればベンゾジアゼピン離脱症候群によって、患者に薬物依存の状態を形成する重大なリスクがある。人間への耐性は、ジアゼパムの抗痙攣作用について頻繁に発生する。

#### 依存症
ジアゼパムの不適切または過剰な使用は、精神的依存/薬物依存症を形成する。
以下の集団に属する患者は、乱用の兆候や依存の形成がないかについて慎重に観察されるべきである。これらの兆候が少しでも見られたならば、治療は中止されなければならない。しかしながら、身体依存が形成されている場合は、重篤な離脱症状を避けるために徐々に中断しなければならない。これらの人々に対し、長期間の治療は推奨できない。
- アルコールや薬物について乱用や依存の既往歴のある患者[34][36]。ジアゼパムは飲酒の欲望を増加させる。ジアゼパムはまた飲酒量を増加させる[37]。
- 境界性パーソナリティ障害など、深刻なパーソナリティ障害を伴う患者[38]
- 感情の不安定な患者
- 慢性痛や、その他の身体疾患を伴う患者

ベンゾジアゼピンに対して精神的依存の疑いのある人に対しては、非常に緩やかに断薬しなければならない。まれながら、投与が長時間にわたっている場合、離脱症状が致命的となることがある。依存の形成が治療によるものか乱用によるものかを慎重に判断しなければならない。

### 過量摂取
ジアゼパムを過量に摂取した人は、傾眠の傾向、意識の昏迷、昏睡、腱反射の減弱といった徴候を示す。ジアゼパムの過量摂取は救急医療的な状態であり、救急医療関係者による迅速な発見が必要である。この場合の拮抗薬はフルマゼニル（アネキセート）である。ジアゼパムの作用が消失するには数日かかり、フルマゼニルは短期間作用型の薬剤であるためフルマゼニルの連続投与が必要になることがある。必要に応じて、気管挿管と心肺機能の管理を行うべきである。人間の、経口摂取でのジアゼパムの致死量は500mgないしそれ以上と見積もられている。300mgを経口摂取した症例でも、睡眠時間の延長と連続した傾眠傾向だけで、重篤な合併症もなく回復してしまったこともある。ただし、ジアゼパムとアルコール、その他の中枢神経抑制薬の併用では場合により致命的となる。

## 作用機序
動物では、ジアゼパムは大脳辺縁系、ならびに視床と視床下部に作用して鎮静作用をもたらす。作用は、特異的なベンゾジアゼピン受容体に結合することでもたらされる。この受容体結合部位をさらに詳述すると、γ-アミノ酪酸（GABA）受容体のうち、GABAA受容体-Clチャネル複合体のα部位という部分である。ここにジアゼパムが結合することで、GABAの作用が増強される。GABAの作用は抑制作用である。ジアゼパムは全身組織、ことに脂肪組織に再分布し、ベンゾジアゼピン受容体の誘導（発現増強）も引き起こす。人間では、鎮静作用に対する耐性は数週間以内に形成されるが、抗不安作用に対する耐性は誘導されない。なお、ロラゼパム、クロナゼパム、アルプラゾラムなどは、ジアゼパムよりも強い抗不安作用を持つが、これらの薬剤はジアゼパムよりもさらに強い依存のリスクを伴う。
実験的な知見としては、ロシュ社（スイス）の研究施設で、ラットの脳に手術を行い、大脳辺縁系に異常な変化を与えてきわめて神経質、かつよく跳ねるラットを作成し、こうしたラットに Librium、ないし Valium といったジアゼパム製剤を与えたところ、こうしたラットが正常に行動するとのことである。

## 薬物動態学
ジアゼパムは経口、経静脈、筋肉注射、坐剤（商品名「ダイアップ」—熱性痙攣などで頻用される。後述）の各経路で投与できる。経口投与されると速やかに吸収されて作用を発現する。筋注での作用の発現は、はるかに遅く不安定である。ジアゼパムは脂溶性に富み、そのため血液脳関門（BBB）を容易に通過する。肝臓で代謝され、二相性の半減期を示す。つまり、ジアゼパム自体の半減期は20–100時間であるが、その主な活性代謝産物であるデスメチルジアゼパムの半減期が2–5日である。ジアゼパムのその他の代謝産物としては、テマゼパム、ロラゼパムが挙げられる。ジアゼパムとその代謝産物は尿へ排泄される。
一般に摂取された薬物の半減期は、ある用量の薬物を1回投与したときに、血中薬物濃度がピークの値の半分になるのに要する時間、で計測されるが、英国のニューカッスル大学名誉教授の、C・アシュトン（Ashton）（精神薬理学）は、ジアゼパム自体の半減期として20–100時間、活性代謝物の半減期として36–200時間という値を公表している。

### 薬物相互作用
ジアゼパムを他の薬剤と併用投与する場合、薬物相互作用の可能性に注意が必要とされる。とりわけバルビツール酸系、フェノチアジン、麻薬（narcotics）、抗うつ薬といった、ジアゼパムの作用を強める薬剤には注意が必要である。
- ジアゼパムは、アルコールや他の睡眠薬/鎮静薬（バルビツール酸系など）、オピエート、他の筋弛緩薬、特定の抗うつ薬、抗ヒスタミン鎮静薬、アヘン、抗精神病薬、抗痙攣剤（フェノバルビタール、フェニトイン、カルバマゼピンなど）を増強する。オピオイドの陶酔効果の増強は、精神的依存のリスク増加に繋がる[20][39][40]。
- シメチジン（タガメット）、オメプラゾール（オメプラール、オメプラゾン）、ケトコナゾール（ニゾラール）、フルオキセチン（プロザック）はその排泄を遅延させ、作用時間を延長させる。ジスルフィラム（ノックビン）も同様の作用を持つかもしれない。したがって、長期投与ではジアゼパムの投与量を下げる必要がある。
- 経口避妊薬（ピル）は、重要な活性代謝産物であるデスメチルジアゼパムの除去を遅延させる。
- シサプリド（アセナリン）はジアゼパムの吸収を促進し、その鎮静作用を増強するかもしれない。
- 喫煙はジアゼパムの排泄を促進し、作用を減弱させうる。
- 低用量テオフィリン（テオドール、テオロング）はジアゼパムの作用を阻害する。
- ジアゼパムは、パーキンソン病の治療におけるレボドパの作用を阻害することがある。
- ジアゼパムはまれに、フェニトイン（アレビアチン）の代謝を阻害し、その作用（と副作用）を増強する。

## 合成法

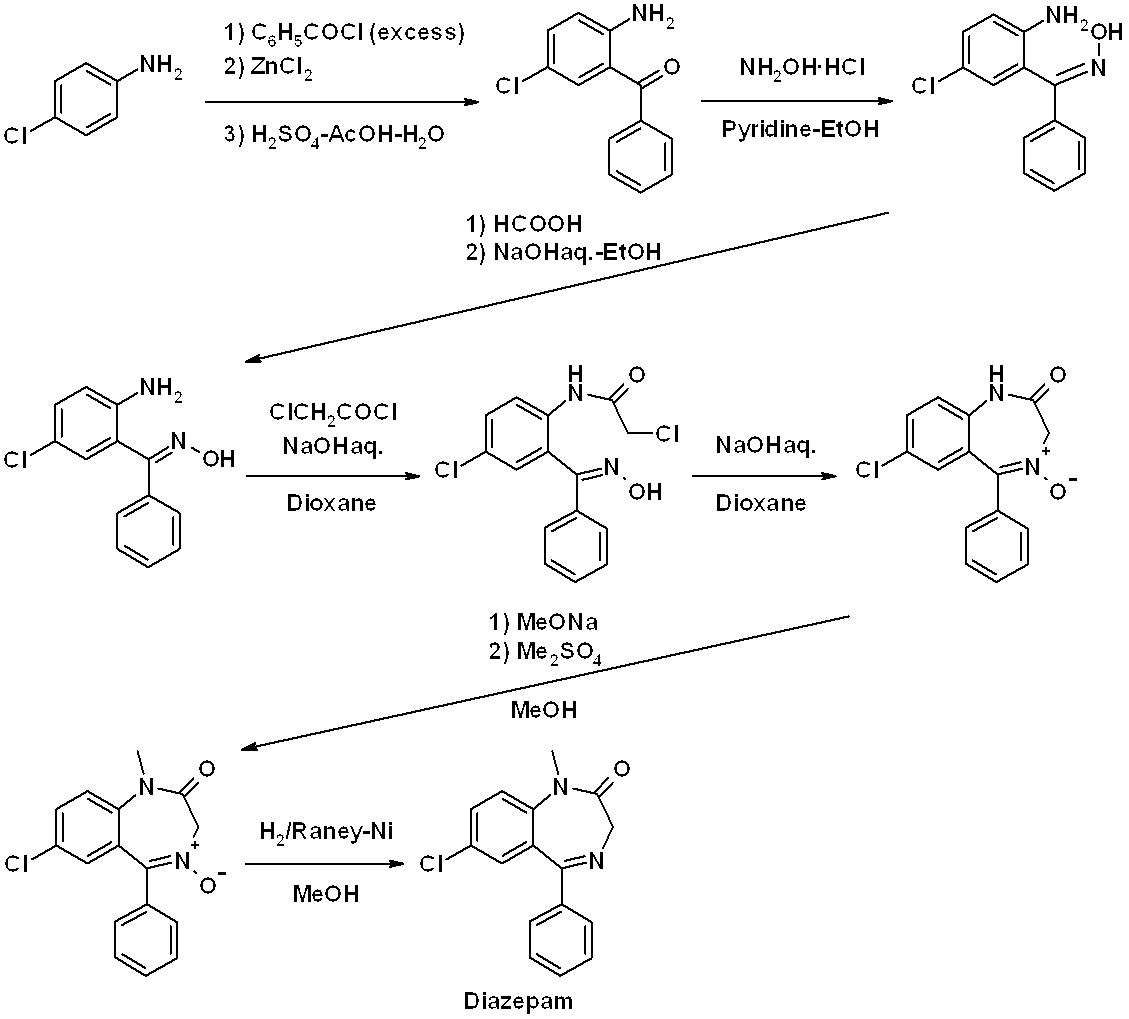
ジアゼパムのスターンバックらによる合成

1961年にレオ・スターンバックらのグループは以下の方法によるジアゼパムの合成を報告した。
p-クロロアニリンに過剰量の塩化ベンゾイルを加えて、アミノ基をベンゾイル化し、そこに塩化亜鉛を添加して、そのまま連続的にフリーデル・クラフツ反応を行う。ここで反応物はもう1分子の p-クロロアニリンが一つのカルボニル基とイミンを形成し、もう1つのカルボニル基とはアザアセタールを形成して6員環化合物になっている。硫酸-酢酸-水による反応で、この余計な p-クロロアニリンを除去すると同時にアミノ基上のベンゾイル基を脱保護する。
続いてヒドロキシルアミン塩酸塩との反応でオキシムを得る。この際に得られるオキシムは主に (Z)-体であるが、後の反応に必要なのは (E)-体であるため、異性化を行う。ギ酸によりオキシム窒素をホルミル化すると、異性化が起こると同時にギ酸のカルボニル基がアミノ基とイミンを形成した6員環化合物が得られる。水酸化ナトリウムによりこのホルミル基を除去すると、(E)-体のオキシムが得られる。
次にクロロ酢酸クロリドとのショッテン・バウマン反応によりアミノ基をクロロアセチル化する。さらに水酸化ナトリウム存在下で反応させると、オキシム窒素のクロロアセチル基への求核置換が起こり、ベンゾジアゼピン骨格が形成される。なお、スターンバックらはこの化合物の合成法について、同じ文献上でいくつかの別法も報告している。
ナトリウムメトキシドにより、アミド窒素上のプロトンを引き抜いた後に、ジメチル硫酸によりメチル化する。ラネーニッケル触媒を用いて1気圧の水素ガスにより N-オキシドを還元すると、ジアゼパムが得られる。なお、メチル化と N-オキシドの還元の順番は逆でも問題ない。

## 歴史
ジアゼパムは、母体となるベンゾジアゼピンの開発者でもあるレオ・スターンバックによって1950年代に開発された化合物である。スターンバックはこの功績により2005年、全米発明家殿堂に加えられている。ジアゼパムのCAS登録番号は439-14-5であり、IUPAC命名法では 7-chloro-1,3-dihydro-1-methyl-5-phenyl-2H-1,4-benzodiazepin-2-one となる。天然においても、ジャガイモやエストラゴンにはごく微量のジアゼパムやテマゼパム が含まれている。
アメリカ合衆国において、1961年にジアゼパムが臨床応用されると、過量摂取による死亡事故が後を絶たなかったバルビツール酸系薬に対する、最良の代替物であることが、直ちに判明した。ジアゼパムはバルビツールのように明らかな副作用を示さなかったので、すぐに慢性的な不安に対する処方として普及した。1962年から1982年までのアメリカで、最も売れた薬剤はジアゼパムである。
現在では、かつてのようにジアゼパムには副作用がないとは考えられなくなっている。薬物乱用のリスクが認識され、アメリカでのジアゼパムの使用量は1980年から1990年代の間にほぼ半減した。一方で、すでに古典的な薬物であるジアゼパムは、近年でも一部の錐体外路疾患の補助療法、小児の不安の治療（小児に適応のある数少ない精神安定剤でもある）、そして痙性麻痺の補助療法などに適応を広げつつある。
2003年、ジアゼパムを患者に知らせずに投与すると、不安を軽減する効果が認められないという内容の論文がアメリカ心理学会の雑誌Prevention & Treatmentに掲載された。同論文では、ジアゼパムによる不安の軽減はプラセボ効果と推論されている。

## 逸話
- ゲーム「メタルギアソリッド」には、狙撃時の手ぶれを少なくする効果で、ジアゼパムがアイテムとして登場する。「メタルギアソリッド インテグラル」および「メタルギアソリッド2 サンズオブリバティ」まではこの名称だったが、メタルギアソリッド2 サブスタンス（サンズオブリバティの完全版）以降は『ペンタゼミン』という架空の名称に変更された。
- ローリング・ストーンズにはジアゼパム（Valium）に捧げられた曲『マザーズ・リトル・ヘルパー』があり、その中で "little yellow pill"（小さな黄色い丸薬）として登場する。
- 1975年、ニュージャージー州在住であったカレン・クィンランはアルコールとともにジアゼパムを摂取し、意識障害と呼吸停止をきたした。その後彼女は昏睡状態となり、遷延性意識障害と診断された。患者の家族は彼女の死ぬ権利を主張したが、彼女が入院していたカトリック系の病院はこれを認めなかった。このため法廷闘争となり、州の最高裁判所によって家族の主張を支持する判決が下された。そして彼女の人工呼吸器は取り外されたが、クィンランはなお9年間にわたって生き続けた。これは患者の自己決定権としての「死ぬ権利」が法的に認められた最初の事例であると考えられている。
- 中島らもの自伝的作品「今夜、すべてのバーで」にはアルコール依存症で入院した主人公が不眠症になり、医者にジアゼパムの注射を要求する場面がある。
- 映画「スペースボール」（1987年、メル・ブルックス監督）に登場するナルコレプシーを患ったValium王子（演：Jim J. Bullock）の名は、このジアゼパムの米国での商品名に由来している。なお、日本では「Valium」の名が全く知られていないため、字幕などでは「アクビ王子」に改名されている。